# Michele Gallo
Michele Gallo, född 18 maj 2001 i Salerno, är en italiensk fäktare som tävlar i sabel.

## Karriär
Vid VM 2022 i Kairo tog Gallo brons tillsammans med Luca Curatoli, Luigi Samele och Pietro Torre i lagtävlingen i sabel. Vid europeiska spelen 2023 i Kraków tog han silver tillsammans med Luca Curatoli, Matteo Neri och Luigi Samele i lagtävlingen i sabel. Vid EM 2024 i Basel tog Gallo silver individuellt i sabel efter att ha besegrat landsmannen Luca Curatoli i finalen. Vid olympiska sommarspelen 2024 i Paris blev han utslagen i sextondelsfinalen i sabel av kinesiske Shen Chenpeng. I lagtävlingen i sabel slutade Gallo på femte plats tillsammans med Luca Curatoli, Luigi Samele och Pietro Torre.
Vid EM 2025 i Genua tog Gallo silver tillsammans med Luca Curatoli, Matteo Neri och Pietro Torre i lagtävlingen i sabel efter en finalförlust mot Ungern. Vid VM 2025 i Tbilisi tog han guld i lagtävlingen i sabel tillsammans med Luca Curatoli, Matteo Neri och Pietro Torre efter att de besegrat Ungern i finalen.